# Tour de Mersin
Le Tour de Mersin est une course cycliste par étapes disputée en Turquie. La course fait partie de l'UCI Europe Tour en catégorie 2.2. La première édition est remportée par l'Ukrainien Oleksandr Polivoda.

## Palmarès
| Année | Vainqueur          | Deuxième           | Troisième           |
| ----- | ------------------ | ------------------ | ------------------- |
| 2015  | Oleksandr Polivoda | Vitaliy Buts       | Mykhailo Kononenko  |
| 2016  | Nazim Bakırcı      | Ike Groen          | Stefan Hristov      |
| 2017  | Stanislau Bazhkou  | Eduard Vorganov    | Galym Akhmetov      |
| 2018  | Eduard Vorganov    | Stanimir Cholakov  | Nicolás Tivani      |
| 2019  | Peter Koning       | Branislau Samoilau | Halil İbrahim Doğan |
| 2024  | Marcin Budziński   | Oliver Mattheis    | Dawit Yemane        |
| 2025  | Stefan de Bod      | Lennert Teugels    | Mathias Bregnhøj    |